# Ninja Gaiden (videogioco 1992)
Ninja Gaiden è un videogioco a piattaforme del 1992, distribuito dalla SEGA esclusivamente in Europa dopo aver ottenuto la licenza dalla Tecmo.